# Amata interniplaga
Amata interniplaga är en fjärilsart som beskrevs av Paul Mabille 1890. Amata interniplaga ingår i släktet Amata och familjen björnspinnare. Inga underarter finns listade i Catalogue of Life.